# Eagle River (Oberer See, Michigan)
Der Eagle River (englisch für „Adler-Fluss“) ist ein kleiner Fluss auf der Keweenaw Peninsula im US-Bundesstaat Michigan.
Der Fluss mündet in der Ortschaft Eagle River in den Oberen See. Der größte Teil des Flusses verläuft innerhalb der Houghton Township.
Der Fluss wird gebildet durch den Zusammenfluss von East Branch und West Branch Eagle River und zwar in der Ortschaft Phoenix, etwa 3500 m südöstlich der Mündung. Der Fluss verläuft zwischen Phoenix und Eagle River parallel zur Landstraße M-26.
Östlicher und westlicher Quellarm verlaufen entlang der Südseite der Kliffkette, bevor sie in Phoenix zusammenfließen. Danach durchbricht der Wasserlauf die Kette und strebt dem Oberen See zu. Der westliche Quellarm entspringt etwa fünf Kilometer südwestlich von Phoenix im Nordosten der Allouez Township. Cliff Drive füuhrt am Fluss entlang, von etwa zwei Kilometer südöstlich von als U.S. Highway 41 und Route M-26. Der einzige nennenswerte Zufluss des westlichen Armes ist der Brodie Creek, der etwas weiter entfernt vom Ufer der Halbinsel entfernt entspringt und direkt außerhalb von Phoenix einmündet.
Der Ursprung des östlichen Quellarmes liegt im Beaver Pond, etwa acht Kilometer östlich von Phoenix. Er verläuft in westlicher Richtung und wird flankiert vom U.S. Highway 41. Sein einziger größerer Zufluss ist der Buffalo Creek, der etwa fünf Kilometer östlich von Phoenix einmündet.